# مرکک
مرکک روستایی مازندرانی زبان  در دهستان پشتکوه در شهرستان مهدیشهر است.

## جمعیت
بر پایه سرشماری عمومی نفوس و مسکن در سال ۱۳۹۵ جمعیت این روستا ۴۲ نفر (۱۵خانوار) بوده‌است.